# دونكان والاس
دونكان والاس هو قسيس كندي، ولد في 1 مارس 1938 في كيتشنر في كندا، وتوفي في 22 يونيو 2015 في ريجاينا في كندا.